# Géographie de Bahreïn
Cet article résume les caractéristiques de la géographie de Bahreïn. Bahreïn est un pays situé sur un archipel du golfe Persique au Moyen-Orient. La capitale est Manama.

## Localisation

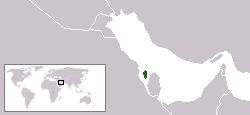
Le Bahreïn.

Le royaume de Bahreïn est un État du Moyen-Orient. C'est un archipel du golfe Persique, à l'est de l'Arabie saoudite et au nord-ouest du Qatar.
Sa superficie est de 765 km2, ce qui en fait le plus petit État du golfe Persique,.
La superficie officielle progresse, au fur et à mesure des surfaces conquises sur la mer. Elle est de 741,1 km2 en 2007, de 757,9 en 2009, de 765,3 en 2010.
Étant entièrement insulaire, il n'a qu'une seule frontière terrestre avec l'Arabie Saoudite sur une ile artificielle au milieu de la Chaussée du roi Fahd mais totalise 161 km de littoral. L'île principale est reliée à l'Arabie saoudite par cette chaussée faite de ponts et de digues.
L'archipel comptabilise un grand nombre d'îles, dont la principale est l'île de Bahreïn, on peut également citer parmi les autres îles importantes : Muharraq, Sitra et Umm an Nasan, auxquelles on peut ajouter des archipels plus petits, tels les îles Hawar situées le long des côtes qatariennes.
Depuis son indépendance, les eaux territoriales sont encore sujettes à des litiges entre les deux États :
- plateforme continentale : limites à déterminer ;
- eaux territoriales : 24 milles nautiques.

## Relief
Le pays est principalement composé d'une plaine désertique s'élevant progressivement en un plateau central modérément escarpé.
Le point le plus bas est au niveau de la mer (0 m, golfe Persique) et le point culminant est le Djébel ad Dukhan (134 m).

## Climat
Le climat est aride. Les hivers sont doux et agréables, les étés très chauds et humides.
Des tempêtes de sable et des sécheresses périodiques constituent les risques naturels les plus fréquents.

## Ressources naturelles
Deux types de ressources dominent l'économie: produits pétroliers (pétrole et gaz naturel) et produits de la mer (pêche et perles).
Les terres sont réparties comme suit (estimations de 2001) :
- Terres arables : 2,82 %
- Terres cultivées : 5,63 % (dont 50 km2 de terres irriguées)
- Forêts : 0 %
- Désert : 91,55 %

## Environnement

### Questions actuelles
- Désertification résultant de la dégradation des terres arables, des périodes de sécheresse et des tempêtes de sable.
- Dégradation des récifs coralliens et de la végétation sous-marine résultant de la pollution par des nappes de pétrole (rejets de pétroliers, raffineries de pétrole et stations de distribution).
- Manque chronique d'eau potable et d'irrigation, les deux seules sources d'eau douce étant la nappe phréatique et l'eau dessalinisée.

### Accords internationaux
- Signataire de : Biodiversité, Changement climatique, Désertification, Catastrophes naturelles, Droit de la mer, Protection de la couche d'ozone, Milieux humides.

## Aspects géostratégiques
Étant situé au cœur du golfe Persique, sa situation géostratégique est de premier ordre au niveau pétrolier (production et transit par voie maritime).